# Phare du cap Aristizábal
Le phare du cap Aristizábal (en espagnol : Faro Cabo Aristizábal) est un phare actif situé sur le Cap Aristizábal (es), dans le Golfe San Jorge (département de Florentino Ameghino), dans la Province de Chubut en Argentine.
Il est géré par le Servicio de Hidrografía Naval (SHN) de la marine .

## Histoire
Le phare a été mis en service le 17 juin 1917 à 8 km au sud de Bahía Bustamante.
En 1977, en raison de la nécessité d'accroître la portée optique du phare d'origine, une nouvelle tour de 16 mètres de haut fut construite, contenant l'intérieur d'origine, pour installer une nouvelle lampe de plus grande portée. Depuis 1984 de, le système d’alimentation en gaz d'acétylène a été remplacé par l’énergie solaire fournie par des panneaux solaires photovoltaïques. Il porte une marque de jour (panneau blanc avec un V Rouge et panneau rouge avec un V blanc).

## Description
Ce phare  est un tour  métallique quadrangulaire à claire-voie, avec une plateforme et une balise de 16 m de haut. La tour est couverte de paneaux à chevrons rouges et blancs. Il émet, à une hauteur focale de 46 m, un éclat blanc par période de 5 secondes. Sa portée est de 10.7 milles nautiques (environ 20 km).
Identifiant : ARLHS : ARG-023 - Amirauté : G1097 - NGA : 110-19788.
|                                |
| Localisation : Golfe San Jorge |

### Lien connexe
- Liste des phares d'Argentine